# Компоље Кореничко
Компоље Кореничко је насељено мјесто у Лици, у општини Плитвичка Језера, Личко-сењска жупанија, Република Хрватска.

## Географија
Компоље Кореничко је удаљено око километар сјевероисточно од Коренице.

## Историја
Компоље Кореничко се од распада Југославије до августа 1995. године налазило у Републици Српској Крајини. До територијалне реорганизације у Хрватској насеље се налазило у саставу бивше велике општине Кореница.

## Становништво
Према попису из 1991. године, насеље Компоље Кореничко је имало 112 становника, међу којима је било 103 Срба, 5 Хрвата, 1 Југословен и 3 осталих. Према попису становништва из 2001. године, Компоље Кореничко је имало 103 становника, углавном досељеника из БиХ. Према попису становништва из 2011. године, насеље Компоље Кореничко је имало 130 становника.
| Националност       | 1991. | 1981. | 1971. | 1961. |
| Срби               | 103   | 85    | 74    | 77    |
| Хрвати             | 5     | 3     | 1     | 4     |
| Југословени        | 1     | 7     | 1     |       |
| остали и непознато | 3     | 1     |       | 1     |
| Укупно             | 112   | 96    | 76    | 82    |

| Демографија | Демографија | Демографија |
| Година      | Становника  | Становника  |
| ----------- | ----------- | ----------- |
| 1961.       | 82          |             |
| 1971.       | 76          |             |
| 1981.       | 96          |             |
| 1991.       | 112         |             |
| 2001.       | 103         |             |
| 2011.       |             | 130         |